# 翟鎬
翟鎬（1502年—1561年），字周甫，鎮南衛旗籍，廣東廣州府東莞縣人，明朝政治人物。

## 生平
嘉靖四年（1525年）乙酉科順天鄉試第一百二十七名舉人，十一年（1532年）中式壬辰科會試第二百六十三名，三甲第三十名進士。都察院觀政，授祁門縣知縣，升南京戶部主事，升員外郎，出為河南按察司僉事，升河南布政使司參議。

## 家族
曾祖翟旦騭；祖父翟榮，冠帶總旗；父翟全，冠帶總旗。母石氏。具慶下。兄翟鎮、翟鑑，弟翟鉞、翟欽。